# Liste der Kulturdenkmäler in Ransbach-Baumbach
In der Liste der Kulturdenkmäler in Ransbach-Baumbach sind alle Kulturdenkmäler der rheinland-pfälzischen Stadt Ransbach-Baumbach aufgeführt. Grundlage ist die Denkmalliste des Landes Rheinland-Pfalz (Stand: 21. Dezember 2021).

## Einzeldenkmäler
| Bezeichnung                        | Lage                                  | Baujahr                   | Beschreibung | Bild                           |
| ---------------------------------- | ------------------------------------- | ------------------------- | --- | ------------------------------ |
| Wohnhaus                           | Baumbach, Bergstraße 20 Lage          | 1903                      | Wohnhaus, Quadermauerwerk, bezeichnet 1903, Westerwälder Salzbrandofen | weitere Bilder Fotos hochladen |
| Katholische Kirche St. Antonius    | Baumbach, Glockengasse Lage           | 1881/82                   | neugotischer Saalbau, 1881/82, um 1930 erweitert, Westturm | weitere Bilder Fotos hochladen |
| Wohnhaus                           | Baumbach, Rheinstraße 149 Lage        | 18. Jahrhundert           | Fachwerkhaus, teilweise verkleidet, 18. Jahrhundert | weitere Bilder Fotos hochladen |
| Hofanlage                          | Baumbach, Rheinstraße 156 Lage        | 18. Jahrhundert           | Hofanlage; Fachwerkhaus, teilweise massiv, 18. Jahrhundert; Fachwerk-Wirtschaftsgebäude, teilweise massiv                                                                   | weitere Bilder Fotos hochladen |
| Bahnhof Ransbach (Westerwald)      | Ransbach, Bahnhofstraße 4 Lage        | ab 1884                   | Bahnhof Ransbach, ab 1884; Empfangsgebäude mit Ausstattung bis in die 1960er Jahre; Stellwerk, 1934; Außenanlagen, Gleiskörper, Vorplatz und Zufahrt; bauliche Gesamtanlage | weitere Bilder Fotos hochladen |
| Kapelle                            | Ransbach, Erlenhofstraße Lage         | 1882                      | Kapelle, neugotisch, 1882 | weitere Bilder Fotos hochladen |
| Wohnhaus                           | Ransbach, Hauptstraße 36 Lage         | 17. oder 18. Jahrhundert  | Fachwerk-Wohnteil einer Hofanlage, verputzt und verkleidet, wohl aus dem 17. oder 18. Jahrhundert                                                                           | weitere Bilder Fotos hochladen |
| Wohnhaus                           | Ransbach, Hauptstraße 40 Lage         | Ende des 19. Jahrhunderts | massives Wohnhaus, wohl vom Ende des 19. Jahrhunderts, bauzeitliche Wölbglasscheiben                                                                                        | Fotos hochladen                |
| Wohnhaus                           | Ransbach, Kirchstraße 12 Lage         | 17. oder 18. Jahrhundert  | verputztes Fachwerkhaus, wohl aus dem 17. oder 18. Jahrhundert | Fotos hochladen                |
| Evangelische Pfarrkirche           | Ransbach, Kirchstraße 13 Lage         |                           | bis 1952 katholische Pfarrkirche; romanischer Westturm, barocker Saalbau, 1719                                                                                              | weitere Bilder Fotos hochladen |
| Kriegerdenkmal                     | Ransbach, Parkstraße Lage             |                           | Kriegerdenkmal 1870/71 | weitere Bilder Fotos hochladen |
| Töpferwerkstatt R. Helfrich        | Ransbach, Rheinstraße 23 Lage         | um 1920                   | Töpferwerkstatt R. Helfrich, mit Kammerofen (Sturzfeuerofen), um 1920 | Fotos hochladen                |
| Katholische Pfarrkirche St. Markus | Ransbach, Rheinstraße 30 Lage         | 1950                      | Saalbau, Quadermauerwerk, bezeichnet 1950 | weitere Bilder Fotos hochladen |
| Wohnhaus                           | Ransbach, Rheinstraße 63 Lage         | um 1920/30                | stattliches dreigeschossiges Wohnhaus, 1883, eingeschossiger Anbau, um 1920/30                                                                                              | weitere Bilder Fotos hochladen |
| Villa                              | Ransbach, Rheinstraße 71 Lage         | 1902                      | barockisierende Villa, Landhausstil, bezeichnet 1902 | weitere Bilder Fotos hochladen |
| Wohnhaus                           | Ransbach, Südstraße 1 Lage            | um 1900                   | villenartiger Putzbau, Fachwerkerker und -giebel, bauzeitlicher Fensterbestand, um 1900; mit Grundstückseinfriedung                                                         | Fotos hochladen                |
| Villa Nimax                        | Ransbach, Südstraße 24 Lage           | um 1880/90                | Bruchsteinbau, wohl um 1880/90 | weitere Bilder Fotos hochladen |
| Töpferwerkstatt                    | Ransbach, Töpferstraße, zu Nr. 1 Lage | frühes 20. Jahrhundert    | Nebengebäude mit Westerwälder Salzbrandofen, wohl aus dem frühen 20. Jahrhundert                                                                                            | Fotos hochladen                |
| Wohnhaus                           | Ransbach, Töpferstraße 2 Lage         |                           | Fachwerkhaus, teilweise massiv | Fotos hochladen                |

## Ehemalige Kulturdenkmäler
| Bezeichnung     | Lage                          | Baujahr                    | Beschreibung | Bild |
| --------------- | ----------------------------- | -------------------------- | --- | ---- |
| Brauereigebäude | Ransbach, Rheinstraße 67 Lage | Mitte des 19. Jahrhunderts | ehemaliges Brauereigebäude (?), teilweise massiv und verschiefert, wohl um die Mitte des 19. Jahrhunderts; aus Denkmalliste gelöscht, abgebrochen und durch Neubau ersetzt | BW   |